# Bátorfalu
Bátorfalu (szlovákul: Bátorová) község Szlovákiában, a Besztercebányai kerületben, a Nagykürtösi járásban.

## Fekvése
Nagykürtöstől 16 km-re, délnyugatra fekszik.

## Története
1277-ben említik először. 1413-ban "Batorfalwa" alakban említik. Nevét egykori birtokosáról kapta, a falu ugyanis a nényei Batur birtokán keletkezett. A 18. században a Kubinyiak és a Koháryak birtoka, a 19. században többek közt a Tihanyi és Egry családok a falu birtokosai. Ebben az időben a Tihanyi, a Buócz, a Blahovics, a Nándory és Tornyos családoknak álltak nemesi úrilakai a községben. 1715-ben 6 háztartása volt. 1828-ban 54 házában 320 lakos élt, akik mezőgazdasággal, szőlőtermesztéssel foglalkoztak.
Vályi András szerint: "BÁTOR FALU. Elegyes falu Hont Vármegyében, birtokosai Kubinyi, G. Koháry, és Balog Uraságok, lakosai katolikusok, fekszik Házas Nénnyének szomszédságában, mellynek filiája. Határbéli földgye középszerű, legelője elegendő, de tűzre fája nem elég, épűletre való pedig nintsen, szőlö hegyek nélkül is szűkölködik, a’ harmadik Osztályba tétettetett."
Fényes Elek szerint: "Bátorfalu, (Batorova), magyar-tót falu, Honth vgyében, ut. p. B.-Gyarmathoz 3/4 mfd. 90 kath., 147 evang. lak. Földje jó buzát, rozsot, kukoriczát terem. Szőlője van. F. u. többen."
Hont vármegye monográfiája szerint: "Bátorfalú, magyar kisközség, 52 házzal és 348 róm. kath. és ág. ev. vallású lakossal; vasúti állomása és távirója Balassagyarmat, postája Lukanénye; körjegyzőség helyben. A község középkori szerepéről nincs hiteles adatunk. A XVIII. században a Kubinyi, gróf Koháry és a Balogh családoknak volt itt birtokuk. A múlt század elején a Tihanyi, Blaskovics és Egry családok voltak a földesúrai. Négy régi és két új úrilak van a faluban; a régieket a Tihanyi, Buócz és Blaskovics, az újabbakat a Nándory és Tornyos családok építették."
A trianoni békeszerződésig területe Hont vármegye Ipolynyéki járásához tartozott. 1938 és 1945 között ismét Magyarország része.

## Népessége
| Év:            | 1994. | 2004.    | 2014.   | 2024.    |
| -------------- | ----- | -------- | ------- | -------- |
| Emberek száma: | 413   | 371      | 383     | 328      |
| Eltérés:       |       | -10,16 % | +3,23 % | -14,36 % |

| Év:            | 2023. | 2024.   |
| -------------- | ----- | ------- |
| Emberek száma: | 335   | 328     |
| Eltérés:       |       | -2,08 % |

1910-ben 331, túlnyomórészt magyar anyanyelvű lakosa volt.
2001-ben 378 lakosából 267 szlovák és 110 magyar volt.
2011-ben 362 lakosából 294 szlovák és 59 magyar volt.
2021-ben 353 lakosából 306 (+5) szlovák, 41 (+24) magyar (11,6%), 1 egyéb, 5 ismeretlen nemzetiségű volt.

## Nevezetességei
- Evangélikus temploma 1903-ban épült.
- Helytörténeti múzeum.
- Az első világháború helybéli hősi halottainak tiszteletére 1914-ben emlékkeresztet állítottak.[7]
- Karikás fácános.